# 炎舞
『炎舞』（えんぶ）は、大正から昭和初期にかけて活動した日本画家、速水御舟によって1925年(大正14年)に制作された絵画である。暗闇の中で燃え盛る炎に誘われた蛾が幻想的に飛び回る様を描いた作品で、御舟を代表する作品として1977年に重要文化財に指定された。

## 背景
1908年(明治41年)に14歳で松本楓湖に師事し、1935年(昭和10年)に40歳で没するまでの30年に満たない画業の中で、日本画家・速水御舟は多彩な画風を次々と展開した。その中でも相対的に評価が高まっているのが30代前半以降の5年間であり、結婚して子供に恵まれ、目黒の自宅側にあった長谷川昇のアトリエを譲り受け、制作環境が整った御舟は円熟の期間を過ごした。1925年(大正14年)7月3日から9月27日にかけて、一家は軽井沢に別荘として洋館を借りて過ごしているが、その際に毎晩行っていた焚火と、その炎に群がる蛾に魅入られた御舟は、熱心に写生を続け、本作品の制作へと繋がった。
別荘で過ごした期間、御舟はカマキリ、トンボ、クモ、ハチ、セミ、ガといった生物を多方面から観察した精緻な素描を残している。特にガは表面の模様まで細やかに写生されており、ヤママユ、シロヒトリ、カギバアオシャク、キシタエダシャク、オオカギバ、ホシシャクといった多岐に渡る種類が丹念に観察されている。

## 来歴
御舟はかつて「幻の画家」と形容されるほど、市場に作品が出回らない画家であり、『炎舞』も長らく総合商社安宅産業の会長であった安宅英一が所蔵していた。安宅産業の経営破綻を契機として収集していた美術作品も売却することとなった。1976年(昭和51年)、この売却話が山崎種二のコレクションをもとに1966年(昭和41年)に開館した日本画を専門とする山種美術館に齎された。当時の館長であった山﨑富治は金を工面して105点の御舟作品（安宅コレクション）を一括購入し、以降、『炎舞』は山種美術館の所蔵となった。1977年(昭和52年)に御舟の作品として初めて、同じく山種美術館所蔵の『名樹散椿』とともに重要文化財に指定された。

## 作品
『炎舞』は縦長の構図で暗闇の中で薄ぼんやりとした火の粉を纏って囂々と燃え盛る炎と、そこに群がる様々な色の9匹の蛾が、絶妙な色合いで記号的に描かれている。飛び回る蛾は写生した実在の蛾と、御舟が生み出した空想上の蛾が混在し、そのいずれもが羽を開いた表面を向けた状態で描かれており、現実味のない雰囲気を醸し出している。蛾は後翅がぼかして描かれており、空中に舞っている様を強く感じられるよう設計されている。炎は仏画や絵巻物などに見られる伝統的で様式化された火焔表現で描かれており、こちらもリアリティの追及を意図的に放棄している。御舟の甥にあたる美術評論家の吉田耕三は火焔表現について師事した松本楓湖の影響が見られ、古典美術に対する深い造形が見られると指摘している。
立ち上る煙は金粉と膠を混ぜて作る顔料である金泥を用いて絶妙な色合いが生み出されている。作品の地色となる闇はただの黒ではなく、絹地に斑なく塗られた墨の上から薄い黄口朱を刷毛で何度も上塗りして出したもので、御舟自身が「もう一度描けといわれても、二度とは出せない色」と吐露している。火焔や蛾の非現実的な表現と、渦巻状のリアルな火煙が対比し、蛾があたかも舞っているかのような効果を与えている。
作品は1916年(大正15年)11月6日から7日にかけて目黒吉田家別邸で開催された御舟個展に出品された。この個展で『炎舞』を観覧した岸田劉生は次のような所感を残している。
この時代の劉生は1910年(大正9年)に「想像と装飾の美それを持つ特殊の個性によって生かされる可し」という論考を発表し、日本画家全体に対して極めて辛辣な批評を行い、批判的な態度を表明していたが、上記の所感のように御舟の『炎舞』については一定の評価を与え、その技巧や制作に対する真摯さを認めていた。なお、展示会場に酒気を帯びて登場した劉生は御舟を前に、展示作品ひとつひとつを批判したが、その指摘は御舟自身が感じていたことばかりで、御舟は頷くしかなかったという逸話が残されている。

## 評価と影響

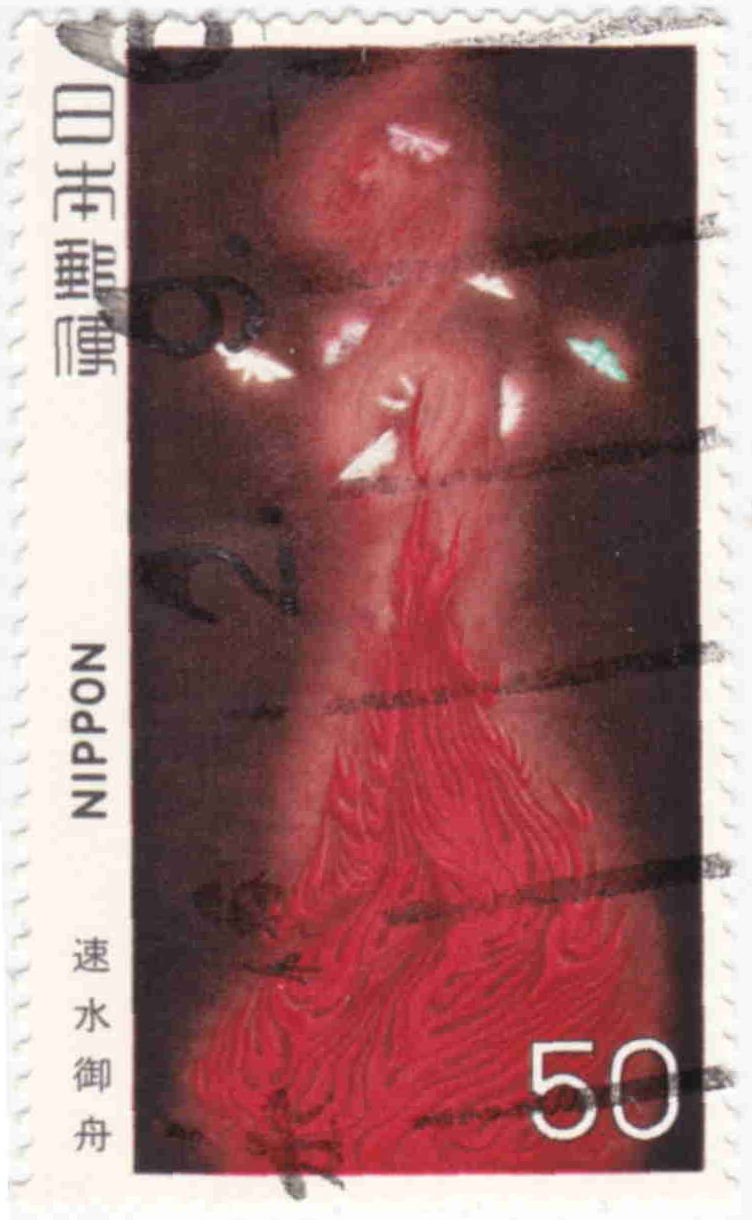
近代美術シリーズ第2集の50円切手に採用された『炎舞』（1979年発行）

時代の古い論評では炎に身を投じる蛾について思いを馳せる形での解説が多く見られ、例えば美術評論家の細野正信は『時の動き』に寄稿した文章の中で、炎に身を焼く蛾に短い一生のあわれを象徴したと解説している。また、美術評論家の栗田勇は、短い生涯で芸術への炎に身を焼き尽くした御舟自身が蛾に重なる部分があるとし、己の宿命を予感したかのような作品であると評した。一方、『速水御舟の芸術』などを著した美術史家の倉本妙子は、こうした自ら火中に飛び込んでいく蛾を煩悩に悩んで破滅していく人間の象徴と捉えた一部識者の解釈を一面的であると批判し、御舟のとことん写実性を追求した作風の延長上に『炎舞』を置けば、作品の制作に際してそのような意図は先行していないと述べている。
東京国立近代美術館の鶴見香織は、御舟が写実の先に求めた神秘、幻想、象徴がもっとも純粋な形で現れた作品であると評している。絵画研究者の吉田春彦は、『樹木』と並んで幻想的傾向の顕著な作品であるとし、二階の窓際に立てかけていた制作中の『炎舞』を見た家人が、火事だと騒ぎ立てたという逸話を紹介している。その他、美術史家の矢代幸雄は、『炎舞』を絵画の出来栄えとしては好みではないとしながらも、写実を超えた奥深くを覗き見ようとした試み自体は興味を惹くと評した。
美術評論家の吉田耕三は、細密に描かれた蛾の部分と古典的な様式が採用された火焔部分の異なった表現様式を融合させた作品であり、「それらが驚くほどのリアリティで統一されている」と評しており、宗教的な幻想味、芸術的な気品、大正期日本画の持つロマン性が感じられる御舟ならではの名作であるとした。また、小説家の志賀直哉は『炎舞』を観覧した際の思いを『樹下美人』に綴っており、明王院の赤不動よりも強い印象を受けたとして、このような絵画は国宝にすべきだと意見した。
『炎舞』は1979年(昭和54年)6月25日に特殊切手の近代美術シリーズ第2集に採用され発行されている。また、新潮社が刊行する三島由紀夫の長編小説『金閣寺』の表紙として『炎舞』の一部が採用されている。